# Autoestereograma

Autostereograma animat: imatge d'un tauró nedador, per veure en visió paral·lela.

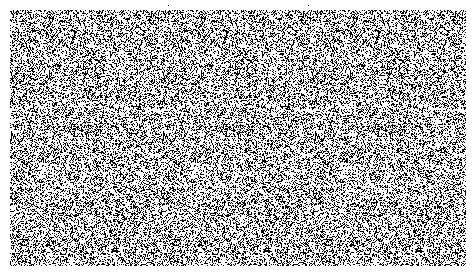
Autostereograma fix: imatge de la lletra π. Res més que un conjunt de punts apareix a primera vista. Imatge observable en visió paral·lela.

Un autoestereograma és un estereograma que consisteix en una sola imatge que dona la il·lusió d'una escena tridimensional (3D) a partir d'una imatge bidimensional (2D). Per percebre formes tridimensionals gràcies als autoestereogramas, el cervell ha de fer un esforç ocular de convergència i depuració dissociat de l'acomodació de l'ull
El autostereograma més simple consisteix en una sèrie de patrons repetits horitzontalment. Quan ho veiem amb bona convergència, tenim la impressió que els patrons suren per sobre o per sota de la imatge base. En el llibre (Magic Eye), podem trobar un altre tipus de autostereograma compost per una multitud de petits punts. L'animació a la part superior dreta, per exemple, és un. Cada píxel de la imatge és calculada per un ordinador. En tots els casos, amb la bona convergència dels ulls hem de veure aparèixer una forma tridimensional.
A diferència dels estereogrames convencionals, els autoestereogramas es poden veure sense estereoscopi. Un estereoscopi presenta dues imatges 2D d'un objecte preses des d'un angle lleugerament diferent, de manera que el cervell té una vista en 3D d'aquest objecte. En el cas del autostereograma, el cervell rep dos patrons 2D en cada ull, però no els uneix correctament. Reuneix els patrons en un objecte virtual a causa dels mals angles de paral, i l'objecte virtual, per tant, no està en el mateix pla que la imatge del autostereograma.
Hi ha dues maneres de veure un autoestereograma: mantenint els ulls relativament paral·lels o fent-los convergir. La majoria dels autoestereogramas estan dissenyats per ser vistos de la primera manera.

## Història
El 1838, el científic britànic Charles Wheatstone va publicar una explicació del fenomen de estereoscòpia (o visió binocular). Va il·lustrar la seva explicació mostrant una imatge amb diferències d'alineació horitzontals: es tenia la il·lusió d'una imatge 3D mirant la imatge a través d'un estereoscopi proveït de miralls.
Entre 1849 i 1850, el científic escocès David Brewster va millorar l'estereoscopi Wheatstone en reemplaçar els miralls per lents.
Brewster també va descobrir l'efecte "fons de pantalla". Es va adonar que arreglant un fons de pantalla per un temps, el cervell tendeix a agrupar alguns patrons per formar objectes virtuals. És sobre aquest principi en què es basen alguns autostereogramas.
En 1919, Herbert John Mobbs va llançar el primer autoestereograma de punts aleatoris (publicat el 1996 en el Butlletí N ° 796 de l'Stereo-Club Francès), concepte desenvolupat àmpliament llavors per Béla Julesz mentre treballava en Bell Laboratories. Julesz va usar un ordinador per calcular un parell d'imatges formades per una multitud de petits punts.
El 1979, l'alumne de Julesz, Christopher Tyler, va presentar un autostereograma punt per punt, combinant les teories de la imatge "fons de pantalla" i la imatge "punt per punt". Aquest tipus d'estereograma va fer possible veure formes 3D des d'una sola imatge 2D sense usar cap instrument òptic.

## Principi dels autostereogramas
La visió estereoscòpica és la superposició de dues imatges similars però no idèntiques, el que dona com a resultat la il·lusió de solidesa i profunditat. En el cervell humà, la visió binocular és el resultat de mecanismes complexos que formen una representació tridimensional de la imatge al fer coincidir cada punt (o conjunt de punts) vist per un ull amb el punt corresponent (o conjunt de punts corresponents) vist per l'altre ull. En utilitzar el fenomen de la disparitat binocular, el cervell li dona a cada punt un índex de profunditat.
Quan el cervell s'enfronta a un patró que es repeteix com un fons de pantalla, no pot superposar a la visió de l'ull esquerre i l'ull dret. Si mirem un patró que es repeteix horitzontalment, però convergint els ulls en un punt darrere de la paret, el cervell de superposar un patró vist per l'ull esquerre, i un altre patró similar vist per l'ull dret per formar una imatge virtual "darrere" de la paret. La profunditat a la qual es veu la imatge virtual depèn de la distància entre els dos patrons observats.
Els autoestereogramas utilitzen aquest principi per crear imatges en 3D: si els patrons estan a prop un de l'altre, la imatge virtual apareix a prop, mentre que si els patrons estan distants entre si, la imatge virtual sembla distant. Les imatges virtuals es perceben com un "forat" a la imatge base.

## Tècniques de realització
Els estereogrames són extremadament complexos de realitzar manualment. És un conjunt de píxels que s'ha de calcular amb precisió per ordinador. Un exemple és Surface 3D Release 2 d'Andreas Moll. 

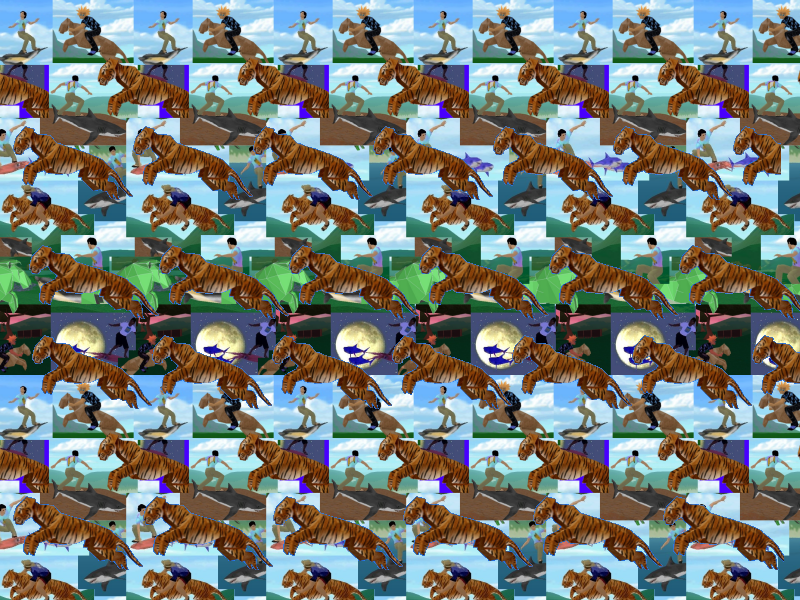
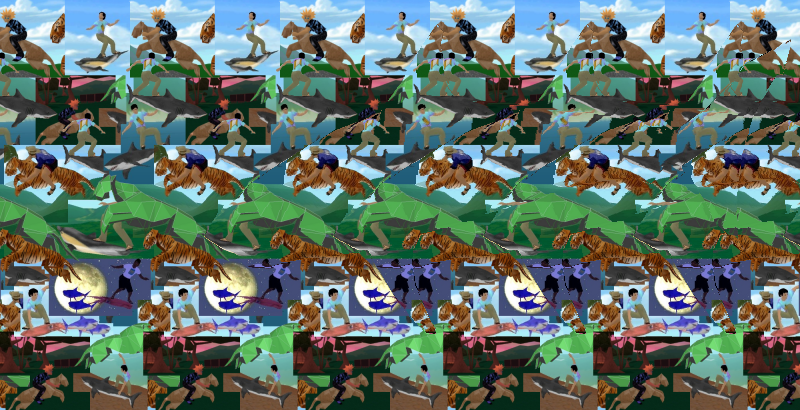
Variaciones sobre un tema animal
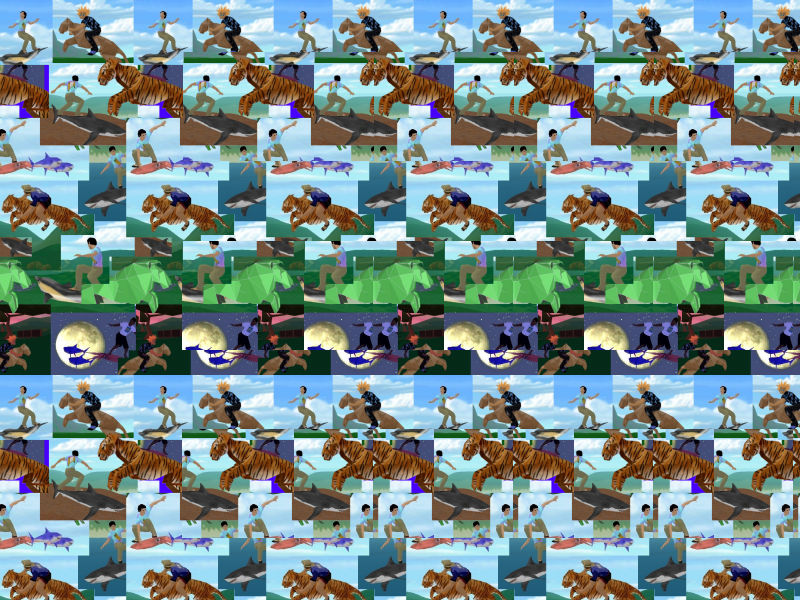

## L'autostereograma i l'art contemporani
Salvador Dalì va crear diversos estereogrames en la seva exploració dels diversos tipus d'il·lusió òptica. Recentment, l'artista italià Ivan Cangelosi (un artista figuratiu que utilitza l'escriptura a mà exclusivament per crear les seves obres) ha creat un autostereograma de punt aleatori fet completament a mà, i en particular, el de l'L'himne complet de Dante Alighieri "El Paradís "

## Tècnica de visualització sense instruments

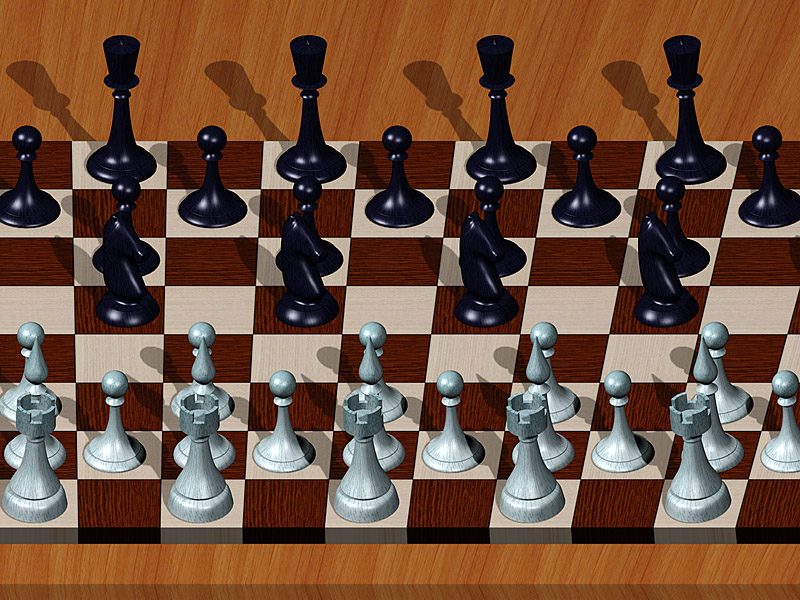
Exemple d'autostereograma donant un efecte de visió en profunditat

És possible observar els autoestereogramas sense instrument, amb una mica d'entrenament, mirant l'ona, molt per darrere de la imatge, per reduir la convergència dels ulls i així acostar-se a la visió paral·lela. Per començar, la forma més fàcil és acostar-se molt a la imatge sense intentar mirar-la, després allunyar-se gradualment. Llavors percebem la imatge en relleu.
L'èxit d'aquest exercici requereix una forta dissociació entre la convergència i l'acomodació dels dos ulls, que normalment estan vinculats; per tant, depèn de dos factors importants: una mirada vaga llunyana i una major paciència perquè la imatge no apareix instantàniament. Això requereix un temps d'adaptació per veure l'alleujament en detall, difereix segons les persones. Per a aquells que no poden, poden posar un prisma davant d'un ull.
Aneu amb compte, però, no observi massa 1 autoestereograma: de fet, requereix un gran esforç visual, que pot ser dolent si és massa intens

## El autostereograma animat
Un autostereograma animat és una superposició simple d'imatges estereoscòpiques que es desplacen ràpidament, en el mateix estil dels dibuixos animats. El desavantatge d'aquesta tècnica és que no és possible corregir una textura delimitada només en l'objecte en relleu. Resulta que no es pot fer servir l'animació per al cinema per exemple. Un autostereograma animat notable és el clip de la cançó "Black Is Good" de Young Rival, que consisteix en animacions amb un fons comú per no perdre el centrar-se.
Però el autostereograma animat segueix sent un mitjà per moure la representació del relleu de fàcil implementació.